# Rossville (Georgia)
Rossville ist eine Stadt im Walker County des US-Bundesstaates Georgia. Sie hat 4009 Einwohner (Stand: 2019) und ist Teil der Metropolregion Chattanooga.

## Geografie
Rossville ist ein Vorort von Chattanooga, Tennessee, und die Städte sind durch die Staatsgrenze zwischen Tennessee und Georgia getrennt. Die Stadt liegt in einem breiten Tal zwischen Missionary Ridge im Osten und Lookout Mountain im Westen. Fort Oglethorpe und der Chickamauga and Chattanooga National Military Park liegen jenseits von Missionary Ridge im Südosten. Die U.S. Route 27 verbindet Rossville mit Chattanooga und Fort Oglethorpe.

## Geschichte
Ein Postamt ist in Rossville seit 1817 in Betrieb. Die Stadt wurde nach dem Cherokee-Indianerhäuptling John Ross benannt, der dort wohnte, bis er mit seinem Volk auf dem Trail of Tears nach Oklahoma umgesiedelt wurde. Die Stadt wurde 1905 gegründet.
Das John Ross House, eine Blockhütte, wurde 1973 zum National Historic Landmark erklärt.

## Demografie
Nach der Schätzung von 2019 leben in Rossville 4009 Menschen. Die Bevölkerung teilte sich im selben Jahr auf in 81,3 % Weiße, 11,3 % Afroamerikaner und 5,8 % mit zwei oder mehr Ethnizitäten. Hispanics oder Latinos aller Ethnien machten 0,5 % der Bevölkerung aus. Das mittlere Haushaltseinkommen lag bei 35.140 US-Dollar und die Armutsquote bei 28,4 %.

## Söhne und Töchter der Stadt
- Ashley Harkleroad (* 1985), Tennisspielerin
- Lauren Alaina (* 1994), Countrysängerin